# 圣阿尔邦代
圣阿尔邦代（法語：Saint-Alban-d'Ay，法語發音：[sɛ̃.t‿albɑ̃ dɛ]）是法国阿尔代什省的一个市镇，属于罗讷河畔图尔农区。

## 地理
圣阿尔邦代（45°11'16"N, 4°38'17"E）面积23.73 平方千米，位于法国奥弗涅-罗讷-阿尔卑斯大区阿尔代什省，该省份为法国东南部内陆省份，北起顺时针与卢瓦尔省、伊泽尔省、德龙省、沃克吕兹省、加尔省、洛泽尔省和上盧瓦爾省接壤。
与圣阿尔邦代接壤的市镇（或旧市镇、城区）包括：坎特纳、鲁瓦菲约、圣罗曼代、萨蒂略、沃康斯。

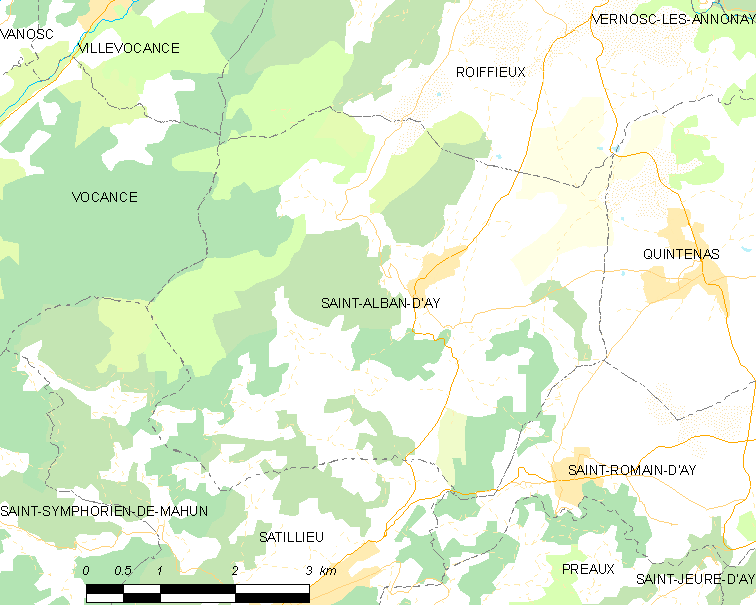
圣阿尔邦代的OSM定位图

圣阿尔邦代的时区为UTC+01:00、UTC+02:00（夏令时）。

## 行政
圣阿尔邦代的邮政编码为07790，INSEE市镇编码为07205。

## 政治
圣阿尔邦代所属的省级选区为上维瓦赖县。

## 人口

1962-2008年间圣阿尔邦代人口变化图示

圣阿尔邦代于2022年1月1日时的人口数量为1396人。